# Television New Zealand
Television New Zealand (TVNZ) é uma rede de televisão pública neozelandesa.

## Canais
- TV One
- TV2
- TVNZ Heartland
- Kidzone24

### Canais extintos
- TVNZ 6
- TVNZ 7
- TVNZ Sport Extra
- TVNZ U

### Outros serviços
- TVNZ ondemand
- TVNZ Teletext

## Ligação externas
- Site oficial (em inglês)